# Le stelle nelle mani
Le stelle nelle mani (In Our Hands, the Stars o anche The Daleth Effect) è un romanzo di fantascienza del 1970 di Harry Harrison.

## Trama
Lo scienziato israeliano Arnie Klein, sfuggito giovanissimo alle persecuzioni naziste, torna improvvisamente nella natia Danimarca per presentare delle scoperte rivoluzionarie nel campo della Fisica. Qualche tempo dopo si svolge un misterioso esperimento nel porto di Copenaghen, come la levitazione di un mercantile e a seguire la conversione di un sommergibile in una nave spaziale, avvalendosi di una nuova propulsione antigravità, innovazione che si rivelerà al mondo con il salvataggio di cosmonauti russi da un naufragio sulla Luna.
Le conoscenze di Klein attirano lo spietato interesse delle potenze mondiali, con l'invio di agenti senza scrupoli per sottrarne i segreti, fino all'inevitabile catastrofe. La vicenda si conclude in una nota azienda motoristica giapponese.

## Edizioni
- Harry Harrison, Le stelle nelle mani, traduzione di M. Benedetta De Castiglione, collana Urania n° 631, Arnoldo Mondadori Editore, 1973.
- Harry Harrison, Le stelle nelle mani, traduzione di M. Benedetta De Castiglione, collana Urania n° 996, Arnoldo Mondadori Editore, 1985.